# Artiemjewskaja (rejon kiczmiengsko-gorodiecki)
Artiemjewskaja (ros. Артемьевская) – wieś w Rosji, w rejonie kiczmiengsko-gorodieckim obwodu wołogodzkiego. W 2010 r. liczyła 5 mieszkańców.